# National Socialist League
La National Socialist League (Ligue national-socialiste, NSL) était un mouvement politique nazi de courte durée au Royaume-Uni, juste avant la Seconde Guerre mondiale.

## Formation
La NSL a été créée en 1937 par William Joyce, John Beckett et John Angus MacNab en tant que groupe dissident de la British Union of Fascists. Les dirigeants ont affirmé que la Ligue avait été formée parce que le chef de la BUF, Oswald Mosley, était trop épris du fascisme continental, bien que Mosley ait affirmé que les trois hommes avaient tout simplement été licenciés de leur poste rémunéré à la BUF dans le cadre d'un exercice de réduction des coûts. Beckett et Joyce ont attaqué Mosley comme étant plus intéressé par la gloire personnelle que par le fascisme, Beckett affirmant que lui et Joyce ne souhaitaient aucun culte de la personnalité, mais qu'ils n'étaient là que comme des "instruments d'une grande politique". Quelle que soit la vérité, la NSL a commencé assez sainement alors que Joyce avait obtenu le soutien financier d’un courtier en valeurs mobilières Alex Scrimgeour. Bientôt, la NSL a pu publier son propre journal, The Helmsman, adoptant le slogan du parti «Steer Straight». L'idéologie du parti était basée sur un document publié par Joyce intitulé 'National Socialism Now dans lequel il exprimait sa profonde admiration pour Adolf Hitler, tout en ajoutant que ce qu'il fallait, c'était un nazisme spécifiquement britannique. Le Carlyle Club, un club de discussion politique et social inspiré du club de janvier et nommé en l'honneur de l'un des philosophes préférés de Joyce, Thomas Carlyle, a également été créé en tant que branche du NSL.

## Développement
Des liens ont été rapidement établis avec la Nordic League, une société secrète influente présidée par Archibald Maule Ramsay. Après avoir quitté la BUF en 1938, A. K. Chesterton a pris la parole à un certain nombre de manifestations de la NSL et a écrit pour ses publications. Cependant, la NSL a également attiré Vincent Collier, infiltré à la BUF et également agent du Conseil des députés des Juifs britanniques. En 1938, le NSL s'associa au British Council Against European Engitments, un groupe de coalition présidé par Lord Lymington. Bien que Joyce soit rapidement fatigué de ce mélange inhabituel de fascistes et de pacifistes de la haute société, Beckett était plus proche de leurs idéaux et quitta bientôt la NSL pour rejoindre le Parti populaire britannique. Beckett était également devenu moins convaincu de suivre l'exemple de l'Allemagne nazie au lendemain de la crise de Munich. Pendant ce temps, Scrimgeour décède en 1938 et, de manière surprenante, il ne laisse rien à la NSL dans son testament, ce qui entraîne la suppression de la principale source de financement. Parallèlement à cela, comme ce fut le cas pour la plupart des groupes rivaux d'extrême droite, les Blackshirts de la BUF considéraient la NSL comme un ennemi et étaient connus pour attaquer leurs rassemblements et leurs réunions.

## Déclin
Joyce devint aigri et se tourna de plus en plus vers l'alcool alors que, politiquement, sa vision d'un national-socialisme britannique cédait la place à une copie plus directe du national-socialisme allemand avec Chesterton déclarant qu'il avait commencé à mettre fin aux réunions de la NSL en criant "Sieg Heil". En 1939, le NSL avait été réenregistré comme club de boisson plutôt que comme parti politique et l'une des réunions finales du groupe en mai 1939 se termina dans le chaos alors que Joyce frappait un chahuteur après que la foule l'ait réprimandé pour son discours ouvertement pro-allemand.
Le 25 août, il céda le contrôle de la NSL à MacNab, l'informant qu'il était de son devoir de dissoudre le mouvement, qui ne comptait alors que 40 membres inscrits. Mis à part un index des membres que MacNab a secrètement utilisé, les documents de la Ligue ont tous été détruits lors de cette réunion. Joyce partirait pour l'Allemagne juste après cette réunion et la NSL serait dissoute.
Vers la fin de la Seconde Guerre mondiale, certains membres de la NSL se sont regroupés au sein de la Constitution Research Association sous le major Harry Edmonds, bien que cette initiative n'ait eu aucun impact et ait rapidement disparu.